# وابالاکانانکه
وابالاکانانکه (به لاتین: Wabalakananke) یک منطقهٔ مسکونی در سری‌لانکا است که در استان جنوبی (سری‌لانکا) واقع شده‌است.